# Zákon České národní rady o okresních úřadech, úpravě jejich působnosti a o některých dalších opatřeních s tím souvisejících
Zákon České národní rady o okresních úřadech, úpravě jejich působnosti a o některých dalších opatřeních s tím souvisejících byl přijat Českou národní radou dne  9. října 1990 a byl vyhlášen ve Sbírce zákonů pod číslem 425/1990 Sb. Tímto zákonem byly zřízeny okresní úřady a upravena jejich působnost v oblasti státní správy. Zákon upravil přenesení působnosti z krajských národních výborů na  ústřední orgány státní správy. Tímto zákonem byla ustanovena okresní shromáždění. Zákon dále měnil některé související zákony. Tento zákon byl nahrazen v roce 2000 zákonem o okresních úřadech.